# 南宍道駅
南宍道駅（みなみしんじえき）は、島根県松江市宍道町白石にある、西日本旅客鉄道（JR西日本）木次線の駅である。

## 歴史
- 1962年（昭和37年）1月1日：国鉄木次線宍道駅 - 加茂中駅間に新設[1][2]。気動車の旅客のみ取扱う無人駅[3]。
- 1987年（昭和62年）4月1日：国鉄分割民営化に伴い、JR西日本に移管[1]。
- 2021年（令和3年）3月13日：定期列車全停車化[4]。

## 駅構造
備後落合方面に向かって右側に単式ホーム1面1線を有する地上駅（停留所）。ホームは傾斜面上にあり、周辺道路に対してホームは高い位置にある。また、ホーム自体10‰の勾配上にある。木次鉄道部管理の無人駅。駅舎は無く、備後落合方にある出入口から直接ホームへ入る形となっている。自動券売機等は設置されていない。

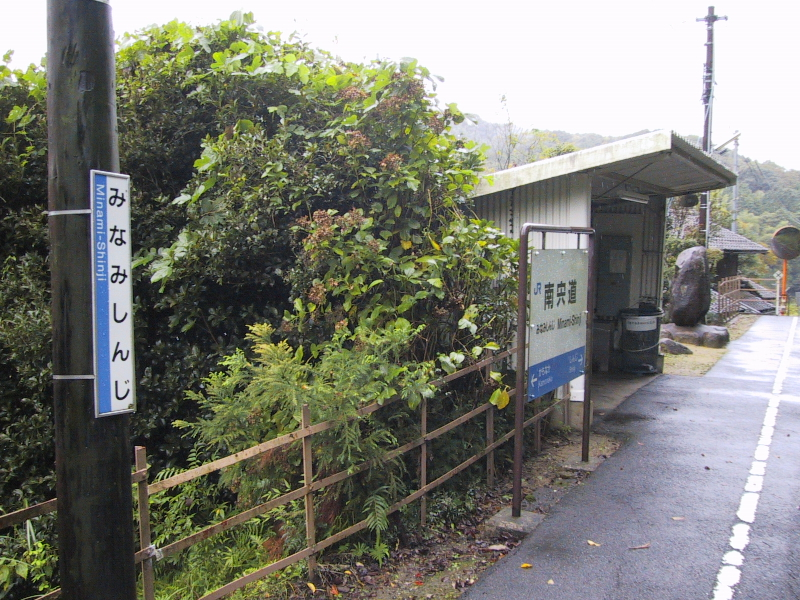
南宍道駅駅名標（変更前）
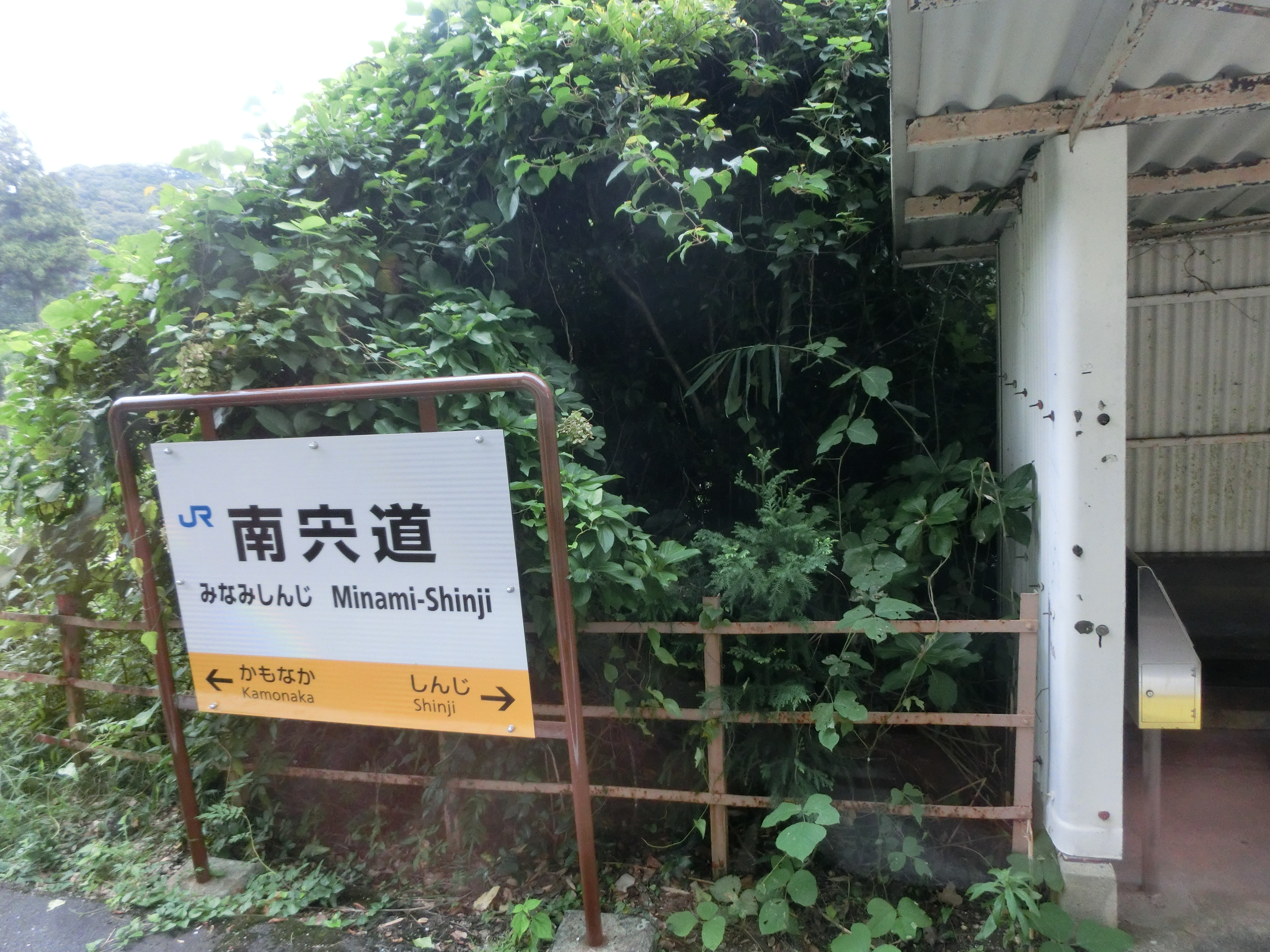
南宍道駅駅名標（変更後）

## 利用状況
近年の1日平均乗車人員の推移は以下の通り。なお、1994年度は9人、1984年度は9人だった。
| 乗車人員推移 | 乗車人員推移 |
| 年度         | 1日平均人数  |
| ------------ | ------------ |
| 1999         | 5            |
| 2000         | 8            |
| 2001         | 9            |
| 2002         | 8            |
| 2003         | 9            |
| 2004         | 10           |
| 2005         | 9            |
| 2006         | 8            |
| 2007         | 7            |
| 2008         | 7            |
| 2009         | 7            |
| 2010         | 6            |
| 2011         | 4            |
| 2012         | 2            |
| 2013         | 3            |
| 2014         | 2            |
| 2015         | 3            |
| 2016         | 4            |
| 2017         | 7            |
| 2018         | 3            |
| 2019         | 3            |
| 2020         | 2            |
| 2021         | 3            |
| 2022         | 3            |

## 駅周辺
- 金山要害山[6]
- 金山八幡宮

## 隣の駅
西日本旅客鉄道（JR西日本）
 木次線
宍道駅 - 南宍道駅 - 加茂中駅

#### 統計資料
1. ↑  “島根県統計書”. しまね統計情報データベース.   島根県政策企画局. 2025年2月5日閲覧。